# اخترپیشانی بال‌نخودی
اخترپیشانی بال‌نخودی (نام علمی: Coeligena lutetiae) گونه‌ای از مرغ‌های مگس در تبار «خورشیدرخشان‌تباران» (Heliantheini) در زیرتیرهٔ Lesbiinae است که در کلمبیا، اکوادور و پرو یافت می‌شود.